# Katechizm Martynasa Mažvydasa
Katechizm Martynasa Mažvydasa – pierwszy druk litewski wydany w 1547 roku w Królewcu w drukarni Jana Weinreicha.

## Historia
Książka została wydana przez litewskich luteran, którzy schronili się w Prusach Książęcych.
Na stronie tytułowej znalazł się tytuł: Catechismvsa prasty Szadei, Makslas skaitima raschta yr giesmes del kriksczianistes bei del berneliu iaunu nauiey sugulditas Karaliavczvi VIII. dena Meneses Sausia, Metu vßgimima Diewa. M.D.XLVII.  Kalendarz ma 79 stron i rozmiar 18x11 cm. Według szacunków badaczy został wydany w nakładzie 300 egzemplarzy.

## Treść
Książka zaczyna się od dedykacji w języku łacińskim Ad Magnum Ducatum Lituanie. Po niej znajdują się dwie przedmowy: pierwsza w języku łacińskim, która tłumaczy naczelną zasadę luteranizmu – udostępnienia Słowa Bożego wierzącym, a druga wierszowana, w języku litewskim zaczyna się od słów:
Brolei seseris imkiet mani ir skaiskaitikiet Ir tatai skaitidami permanikiet. Maksla schito tewai iusu trakszdawa tureti Ale to negaleia ne venu budu gauti. (Bracia i siostry, weźcie mnie do rąk i czytajcie, A czytając rozważajcie. Wasi ojcowie pragnęli mieć tę naukę, Ale nie mogli jej w żaden sposób otrzymać.)
Przedmowa ta zawiera akrostych, który zaczyna się w 3 wierszu i kryje napisane po łacinie nazwisko autora książki Martinusa Masvidiusa. Fakt ten odkrył w 1938 roku polski językoznawca Jan Safarewicz. Po przedmowach umieszczono elementarz zatytułowany: Pygus ir trumpas mokslas skaititi ir raschity (Tania i krótka nauka czytania i pisania) z litewskim alfabetem. Kolejna część zawiera katechizm: Dekalog, Wierzę w Boga Ojca i Ojcze Nasz, opis chrztu świętego i sakramentów, a także obszerny wykład nauk społecznych i moralnych. Ostatnią częścią jest śpiewnik zawierający jedenaście pieśni z zapisem nutowym.

## Zachowane egzemplarze
Przed II wojną światową jedyny znany egzemplarz był przechowywany w Królewcu. Na jego podstawie zostało przez Jurgisa Gerulisa wydane faksymile. W wyniku działań wojennych znalazł się on  w Polsce wśród księgozbiorów zabezpieczonych. Stamtąd trafił i jest do dziś przechowywany w zbiorach Biblioteki Uniwersyteckiej w Toruniu.
Drugi egzemplarz pochodzący z kolekcji hrabiego Woroncowa i znajdujący się w Bibliotece im. Gorkiego w Odessie w styczniu 1957 drogą wymiany pozyskała Biblioteka Uniwersytetu Wileńskiego.
Egzemplarz toruński jest bardzo rzadko udostępniany. Przechowuje się go w sejfie razem z najcenniejszymi zbiorami. Egzemplarz przechowywany w Bibliotece Uniwersytetu Wileńskiego można zobaczyć na początku kwietnia każdego roku, gdy jest pokazywany z okazji rocznicy założenia Uniwersytetu Wileńskiego przez króla Stefana Batorego. Egzemplarz ten został ubezpieczony, a jego wartość wyceniono na 5 mln euro.